# Sophie-Christiane de Wolfstein
Sophie-Christiane de Wolfstein (24 octobre 1667 – 23 août 1737) est une comtesse de Wolfstein, margravine de Brandebourg-Bayreuth-Culmbach par le mariage.

## Biographie
Sophie-Christiane est une fille du comte Albert-Frédéric de Wolfstein (1644-1693) de son mariage avec la comtesse Sophie-Louise (1645-1717), fille du comte Georges-Wolfgang de Castell-Remlingen. L'oncle maternel de Sophie Christiane est marié à une tante du comte Nikolaus Ludwig von Zinzendorf et Sophie Christiane est élevée de manière stricte dans le Piétisme.
Le 14 août 1687, elle épouse le margrave Christian-Henri de Brandebourg-Culmbach (1661-1708), au château d'Obersulzbürg. La cour du margrave de Bayreuth estime que son épouse n'est "pas digne" (c'est-à-dire pas suffisamment élevé de la naissance à épouser un membre de la famille régnante).
Après la naissance de leur premier enfant, la famille s'installe dans le château de Schönberg, où Sophie Christiane, qui est décrite comme "admirable" prend le soin d'élever ses enfants. Elle compose un livre de prières, le Schönberger Gesangbuch, contenant les prières utilisées dans le quotidien "la réunion de prière". En 1703, Christian Henri et le roi Frédéric Ier de Prusse, concluent le Traité de Schönberg, dans lequel Christian Henri cède Brandebourg-Ansbach à la Prusse en échange de Weferlingen près de Magdebourg. La famille a ensuite déménagé au château de Weferlingen.
Après la mort de son mari, son beau-fils, le roi Christian VI, l'invite au Danemark, qui devient un refuge piétiste.
Sophie Christiane meurt en 1737, et est enterrée dans la Cathédrale de Roskilde.

## Descendance
Sophie Christiane a 14 enfants:
1. Georges-Frédéric-Charles de Brandebourg-Bayreuth (Oberzulzbürg, 30 juin 1688 - Bayreuth, le 17 mai 1735), qui hérite finalement de Bayreuth en 1726.
2. Albert-Wolfgang de Brandebourg-Bayreuth (Obersulzbürg, 8 décembre 1689 - tué au combat, près de Parme, le 29 juin 1734).
3. Dorothée Charlotte (Obersulzbürg, 15 mars 1691 - Weikersheim, 18 mars 1712); mariée le 7 août 1711 à Charles-Louis de Hohenlohe-Weikersheim.
4. Frédéric Emmanuel (Obersulzbürg, 13 février 1692 - Obersulzbürg, 13 janvier 1693).
5. Christiane Henriette (Obersulzbürg, 29 août 1693 - Schönberg, 19 mai 1695).
6. Frédéric Guillaume (Schönberg, 12 janvier 1695 - Schönberg, 13 mai 1695).
7. Christiane (Schönberg, 31 octobre 1698).
8. Christian Auguste (Schönberg, 14 juillet 1699 - Schönberg, 29 juillet 1700).
9. Sophie-Madeleine de Brandebourg-Culmbach (Schönberg, 28 novembre 1700 - Château de Christiansborg, le 27 mai 1770); mariée le 7 août 1721 au roi Christian IV de Danemark.
10. Christine Wilhelmine (Schönberg, 17 juin 1702 - Schönberg, 19 mars 1704).
11. Frédéric-Ernest de Brandebourg-Culmbach (Schönberg, 15 décembre 1703 - Château de Friedrichsruhe à Drage, 23 juin 1762); marié le 26 décembre 1731 à Christine-Sophie de Brünswick-Bevern. L'union n'a pas d'enfant.
12. Marie Éléonore (Schönberg, 28 décembre 1704 - Schönberg, 4 juin 1705).
13. Sophie-Caroline de Brandebourg-Culmbach (Weferlingen, 31 mars 1705 - château de Sorgenfri, 7 juin 1764); mariée le 8 décembre 1723 à Georges-Albert de Frise orientale.
14. Frédéric-Christian de Brandebourg-Bayreuth né à titre posthume, (Weferlingen, 17 juillet 1708 - Bayreuth, 20 janvier 1769), hérite de Bayreuth en 1763.

## Sources
- Horst Weigelt: Geschichte des Pietismus Bayern, Vandenhoeck & Ruprecht, 2001, p. 226